# 马泽圣瓦
马泽圣瓦（法語：Mazet-Saint-Voy，法語發音：[mazɛ sɛ̃ vwa]）是法国上卢瓦尔省的一个市镇，位于该省东部偏北，属于伊桑若区。

## 地理
马泽圣瓦（45°2'49"N, 4°14'39"E）面积45.02 平方千米，位于法国奥弗涅-罗讷-阿尔卑斯大区上盧瓦爾省，该省份为法国中南部省份，北起多姆山省和卢瓦尔省，西接康塔爾省，南至洛泽尔省，东临阿尔代什省。
与马泽圣瓦接壤的市镇（或旧市镇、城区）包括：利尼翁河畔勒尚邦、阿罗勒、尚克洛斯、利尼翁河畔费、圣热尔、唐斯、莱瓦斯特尔。

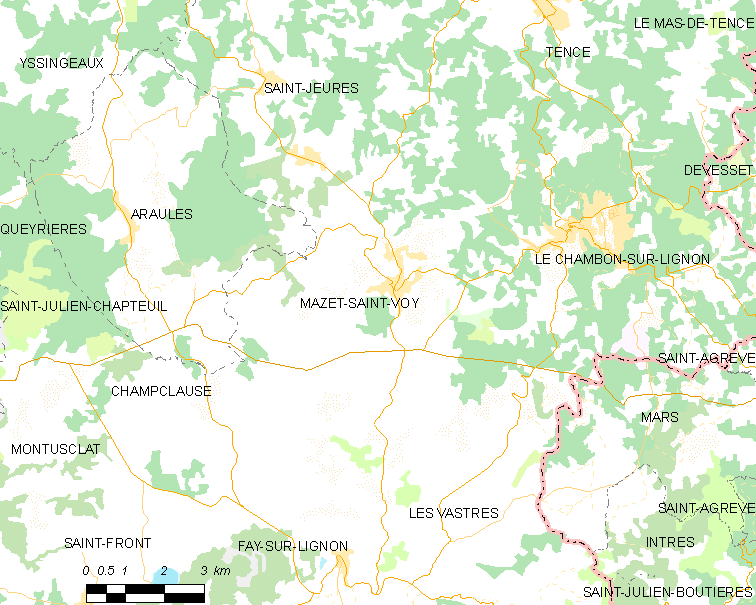
马泽圣瓦的OSM定位图

马泽圣瓦的时区为UTC+01:00、UTC+02:00（夏令时）。

## 行政
马泽圣瓦的邮政编码为43520，INSEE市镇编码为43130。

## 政治
马泽圣瓦所属的省级选区为梅藏县。

## 人口

1962-2008年间马泽圣瓦人口变化图示

马泽圣瓦于2022年1月1日时的人口数量为1111人。